# 유동혁
유동혁(본명 :유민호, 1984년 8월 10일 ~ )은 대한민국의 배우이다.

## 학력
- 동국대학교 연극학박사
- 중앙대학교 신문방송대학원언론학석사
- 동국대학교 영상대학원 공연예술석사
- 동국대학교 연극학과
- 뉴욕주립대학교 컴퓨터사이언스
- 뉴욕 STORMKING SCHOOL

## 출연작

### 드라마
- 《마술기연》 (2005년, 중국 CCTV)
- 《연인》 (2006년, SBS) - 어린 강세연 역
- 《일단 뛰어》 (2006년, KBS2) - 김현석 역
- 《고맙습니다》 (2007년, MBC) - 이영우 역
- 《왕과 나》 (2007년, SBS) - 예종 역
- 《큰 언니》 (2008년, KBS1) - 강우제 역
- 《무신》 (2012년, MBC) - 안경공 역
- 《지운수대통》 (2012년, TV조선) - 한중일 역
- 《도깨비 불》 (2017년, 웹드라마)
- 《크리미널 마인드》 (2017년, tvN)
- 《그남자 오수》 (2018년, OCN) - 성태 역